# Kurt Altenburg
Paul Kurt Altenburg (* 20. April 1922 in Leipzig) ist ein deutscher Physiker und ehemaliger Hochschullehrer.

## Leben und Werk
Nach dem Schulbesuch studierte er Physik und promovierte am 10. Januar 1950 an der Universität Leipzig zum Dr. phil. Ab 1952 nahm er Leitungsfunktionen bei der Deutschen Akademie der Wissenschaften zu Berlin ein, ab 1961 war er auch Dozent und ab 1964 Professor mit Lehrauftrag für Physik der Hochpolymere an der Humboldt-Universität zu Berlin.

## Schriften (Auswahl)
- Zur molekularkinetischen Auffassung der Flüssigkeiten. Darmstadt 1950.
- (mit Siegfried Kästner): Demodulation von Ultraschallwellen in Flüssigkeiten. In: Annalen der Physsdik, 1952, S. 47 ff.
- Schallgeschwindigkeit und Molekülstruktur. I. Einige allgemeine Gesichtspunkte zur molekularkinetischen Berechnung der Schallgeschwindigkeit in Flüssigkeiten. In: Zeitschrift für Physikalische Chemie, 1961.
- Schallgeschwindigkeit und Molekülstruktur. II. Zur Temperaturabhängigkeit der Schallgeschwindigkeit. In: Zeitschrift für Physikalische Chemie, 1961.
- Über die Abhängigkeit der kritischen Daten verzweigter Alkane von der Molekülform. 1964.
- Schallgeschwindigkeit und Molekülstruktur. VI. Die Schallgeschwindigkeit in deuterierten Verbindungen. In: Zeitschrift für Physikalische Chemie, 1972.